# Goose house Live house Tour 2017.11.22 TOKYO
『Goose house Live House Tour 2017.11.22 TOKYO』は、（グースハウス ライブハウスツアー 2017.11.22 トーキョー）は、Goose houseの初の映像作品。2018年4月11日に発売された。

## 概要
2017年11月22日にZepp DiverCity、12月8日になんばHatchで行われた「Goose house Live House Tour 2017」から、Zepp DiverCityでの東京公演の様子が収録されている。Goose houseはこれまで映像作品を発売していなかったため（「Goose house Phrase ＃14 僕らだけの等身大」の初回限定盤に付属している特典DVDにダイジェスト収録された）、初の単独映像作品となった。
DVDとBlu-rayの2種で発売されており、初回プレス分にはオリジナルフォトブックが付属する。また、本編の後には、スペシャルインタビューの映像を収録されている。

## 収録内容
1. Sing
2. オトノナルホウヘ→
3. ALL MY LOVE
4. You
5. Beautiful Life
6. 明日があるさ
7. 笑顔の花
8. 何もかも有り余っている こんな時代も
9. ドミノエフェクト
10. 光るなら
11. Special Interview